# Andastes

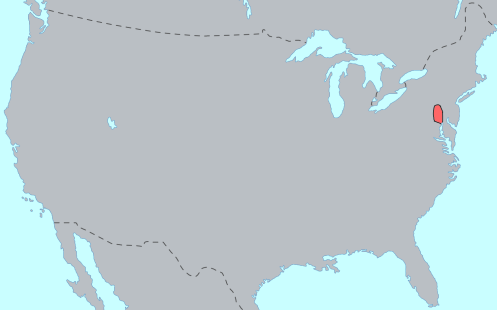
Territoire occupé par les Andastes à l'arrivée des Européens.

Les Andastes (en anglais « Susquehannock », en néerlandais et en suédois « Minquas ») sont un peuple amérindien ayant vécu aux abords du fleuve Susquehanna et de ses cours d'eau affluents en Virginie actuelle ainsi qu'au Maryland et au Delaware. Ayant refusé l'invitation des Iroquois à se joindre à la Confédération des cinq nations, ils s'en firent de redoutables ennemis. 
Ils développèrent dans la première moitié du XVIIe siècle un lucratif commerce avec les colons de la Virginie et plus particulièrement avec la colonie de la Nouvelle-Suède jusqu'en 1655 lorsque cette dernière fut cédée aux Provinces-Unies néerlandaises. Il est possible qu'ils soient les responsables des premières attaques en septembre 1655 dirigées contre les établissements néerlandais durant la Guerre du Pêcher.

## Langue
Peu de sources ont été préservées du langage que les Andastes parlaient. L'une d'entre elles, Vocabula Mahakuassica, est un lexique compilé par le missionnaire suédois Johannes Campanius durant les années 1640. Campanius relève seulement une centaine de mots, mais ses observations permettent de déduire que cette langue partage des racines iroquoiennes, la branche linguistique rassemblant aussi les Hurons et Iroquois.